# Shorea lepidota
Espèce
Statut de conservation UICN

 CR A1cd : 
En danger critique
Shorea lepidota est une espèce de plantes de la famille des Dipterocarpaceae.